# Brodarevo
Brodarevo (en serbe cyrillique : Бродарево) est une localité de Serbie située dans la municipalité de Prijepolje, district de Zlatibor. Au recensement de 2011, elle comptait 1 811 habitants.
Brodarevo, officiellement classé parmi les villages de Serbie, est situé sur les bords du Lim, le principal affluent de la Drina.

## Géographie

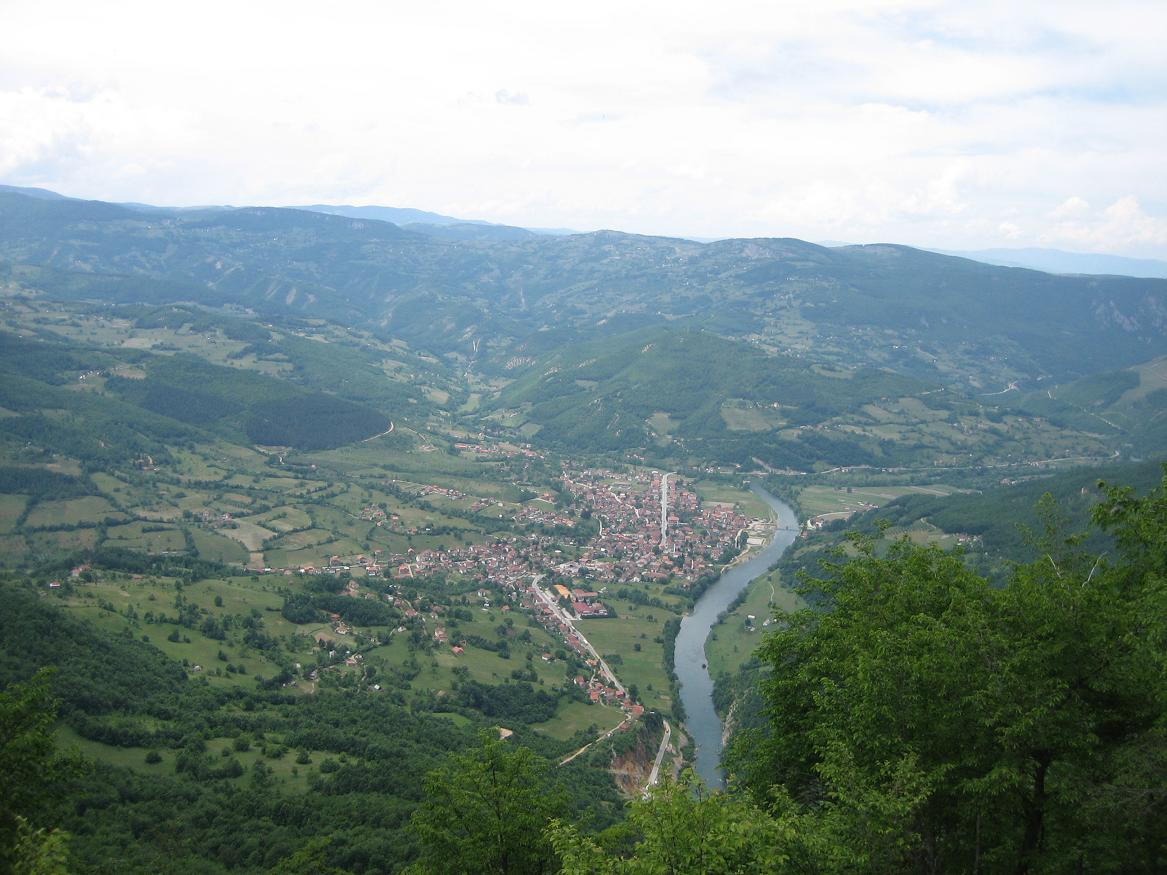
Vue générale de Brodarevo

## Démographie

### Évolution historique de la population
| 1948 | 1953 | 1961 | 1971  | 1981  | 1991  | 2002  | 2011  |
| ---- | ---- | ---- | ----- | ----- | ----- | ----- | ----- |
| 732  | 820  | 974  | 1 221 | 1 441 | 2 182 | 1 780 | 1 811 |

|  |

#### Informations
- (sr) Site officiel de Brodarevo
- (sr) Site sur Brodarevo

#### Données géographiques
- (en) Vue satellite de Brodarevo sur fallingrain.com